# NTB Dynamo w Koncza-Zaspie
Szkoleniowo-Treningowa Baza (NTB) Dynamo w Koncza-Zaspie (ukr. Навчально-тренувальна база «Динамо» в Конча-Заспі) – stadion piłkarski w południowej okolicy Kijowa Czapajewce. Nazwa bazy związana jest z ogólną nazwą miejscowości, w którym się znajduje - Koncza-Zaspa.

Stadion w Czapajewce został zbudowany w 1961. Po rekonstrukcji w 1998 stadion dostosowano do wymóg standardów UEFA i FIFA, wymieniono stare siedzenia na siedzenia z tworzywa sztucznego. Rekonstruowany stadion może pomieścić 750 widzów. Na stadionie swoje mecze domowe rozgrywa drużyna Dynamo-2 Kijów.